# مراقبة المستخدم الحقيقية
مراقبة المستخدم الحقيقية أو المراقبة الفعلية عن طريق المستخدم (بالإنجليزية: Real user monitoring)‏ هي تقنية مراقبة غير مباشرة تسجل تفاعل المستخدم مع موقع ويب أو عميل يتفاعل مع خادم أو تطبيق سحابي. تعد مراقبة تفاعل المستخدم الفعلي مع موقع ويب أو تطبيق أمرًا مهمًا للمشغلين لتحديد ما إذا كان يتم تقديم الخدمة للمستخدمين بسرعة وبدون أخطاء، وإذا لم يكن الأمر كذلك، فإن أي جزء من عملية الأعمال يفشل. يستخدم البرنامج كخدمة (SaaS) ومقدمو خدمات التطبيقات (ASP) مراقبة المستخدم الحقيقية لمراقبة جودة الخدمة المقدمة لعملائهم وإدارتها. تُستخدم بيانات مراقبة المستخدم الحقيقية لتحديد جودة مستوى الخدمة الفعلية المقدمة إلى المستخدمين النهائيين واكتشاف الأخطاء أو التباطؤ في مواقع الويب. يمكن أيضًا استخدام البيانات لتحديد ما إذا كانت التغييرات التي يتم نشرها على المواقع لها التأثير المقصود أو تسبب أخطاء.
عادةً ما تستخدم المنظمات مراقبة المستخدم الحقيقية لاختبار التغييرات داخل بيئة الإنتاج، أو لتوقع التغييرات السلوكية في موقع ويب أو تطبيق باستخدام اختبار A / B أو تقنيات أخرى. مع انتقال التكنولوجيا أكثر فأكثر إلى البيئات الهجينة مثل السحابية، والزبائن الأثرياء، والأدوات، والتطبيقات، يصبح من المهم أكثر فأكثر مراقبة استخدام التطبيقات من جهة العميل نفسه.
المراقبة الحقيقية للمستخدم هي عادة "المراقبة السلبية (غير المباشرة)"، أي أن جهاز مراقبة المستخدم الحقيقية يجمع حركة مرور الويب دون أن يكون له أي تأثير على تشغيل الموقع. في معظم الحالات، يتم إدخال نموذج من جافا سكريبت في الصفحة أو في الكود الأصلية داخل التطبيق لتقديم ملاحظات من المتصفح أو العميل. يتم جمع هذه البيانات من مختلف الأفراد وتوحيدها.
يمكن أن تكون مراقبة المستخدم الحقيقية مفيدًة جدًا في تحديد مشكلات الخطوة الأخيرة وإصلاحها. تختلف المراقبة الحقيقية للمستخدم عن المراقبة التركيبية من حيث أنها تعتمد على الأشخاص الفعليين الذين ينقرون على الصفحة لإجراء القياسات بدلاً من الاختبارات الآلية التي تمر ببساطة على مجموعة معينة من خطوات الاختبار.

## برامج مراقبة المستخدم الحقيقية
- أكاماي mPulse لمراقبة المستخدم الحقيقية (سابقًا SOASTA mPulse)
- AppDynamics لمراقبة المستخدم الحقيقي للمتصفح ( Browser Real User Monitoring BRUM) ومراقبة المستخدم الحقيقية للأجهزة المحمولة (MRUM Mobile Real User Monitoring)
- كلاود فلير
- Datadog لمراقبة المستخدم الحقيقية
- Dynatrace لمراقبة مستخدم الحقيقية
- جوجل أناليتكس
- InfluxDB
- inspectIT
- برنامج Knoa لإدارة تجربة المستخدم
- متصفح New Relic
- بينغدوم Pingdom
- بلامبر Plumbr
- نص Sematext